# Palais Vest
Das Palais Vest ist ein innerstädtisches Einkaufszentrum in Recklinghausen (Nordrhein-Westfalen), welches sich am Rande der Altstadt direkt am historischen Wallring befindet. Am 16. September 2014 eröffnet, gehört das Palais Vest zu den neueren Shoppingcentern in Deutschland und mit mehr als 40.000 m² Verkaufsfläche zugleich zu den größten Zentren in direkter Innenstadtlage in der Metropole Ruhr.

## Lage und Verkehrsanbindung
Das Palais Vest befindet sich in direkter Innenstadtlage am Kaiserwall gelegen, gegenüber dem Rathaus. Es liegt somit innerhalb der Wälle und ist daher Teil der Altstadt. Das heutige Einkaufszentrum steht dabei zu großen Teilen an der gleichen Stelle wie das ehemalige Löhrhof-Center aus den 1970er-Jahren, nämlich zwischen dem eigentlichen Löhrhof im Westen, der Schaumburgstraße im Norden, dem Kaiserwall im Osten sowie der Löhrhofstraße im Süden. Im Vergleich zum alten Bau wurde das Palais Vest aber erweitert. Es nimmt zusätzlich noch die Fläche zwischen der Löhrgasse und der Hermann-Bresser-Straße ein, welche zuvor als Parkfläche genutzt wurde. Um die beiden Einzelbauten des Einkaufszentrums miteinander zu verbinden, wurde die Löhrhofstraße in Richtung Rathaus um circa 200 Meter verkürzt, sodass das Einkaufszentrum heute im Süden nur noch über die neu angelegte Hermann-Bresser-Straße angefahren werden kann.
Über die Anschlussstelle Recklinghausen-Herten der A 43 und die Anschlussstelle Recklinghausen-Süd der A 2 (E 34) ist das Palais Vest an das Bundesautobahnnetz angeschlossen. Mit dem öffentlichen Personennahverkehr ist es über Recklinghausen Hauptbahnhof sowie über die Bushaltestelle Viehtor erreichbar.

## Geschichte

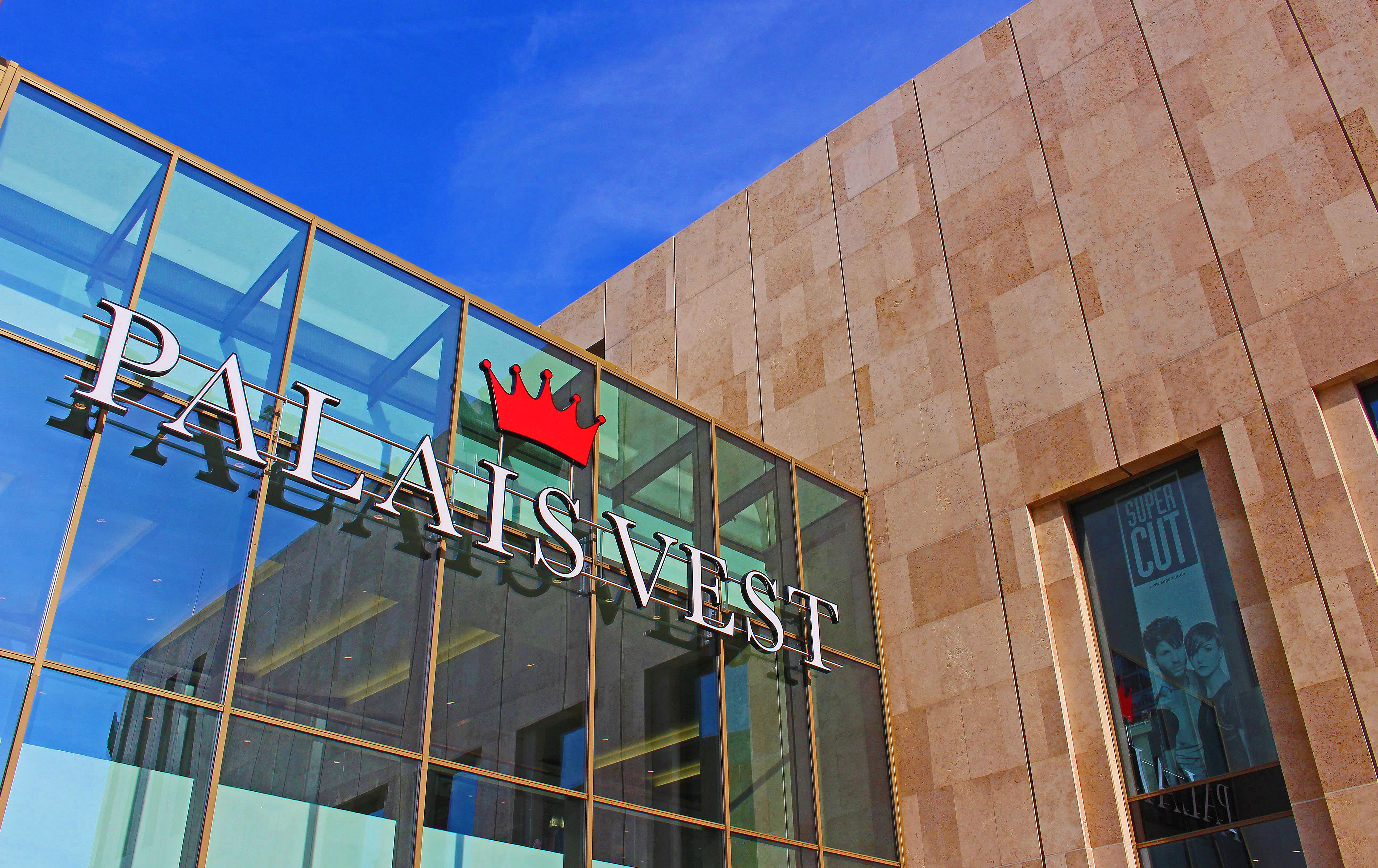
Logo des Palais Vest am Eingang

Das Palais Vest ist das Nachfolger-Center des Löhrhof-Centers, einem deutlich kleineren Einkaufszentrums aus den 1970er Jahren am gleichen Standort. Nachdem sich allerdings das Löhrhof-Center als zu klein und gegenüber den in der Zwischenzeit erbauten anderen Einkaufszentren wie dem Limbecker Platz in Essen als zu unattraktiv herausgestellt hatte, wurden Rufe nach einer Veränderung der damaligen Situation lauter. Bei einer in Recklinghausen durchgeführten Umfrage wurde deutlich, dass sich die Mehrheit der befragten Bürger mehr Auswahl an einem höherwertigen Warenangebot wünschte. Anschließend wurde im Recklinghäuser Rathaus diskutiert, ob man das Löhrhof-Center einer umfassenden Renovierung unterziehen, ein neues Einkaufszentrum bauen oder nach Abriss des bestehenden Hauses die Lücke durch eine kleinteiligen Bebauung im alten Baustil auffüllen sollte. 2009 beschloss die Politik den Abriss des alten Centers, welches durch ein neues größeres ersetzt werden sollte. Nachdem die Mfi AG Interesse am Projekt bekundete, wurden das Center sowie das daran angeschlossene Hochhaus (ebenfalls aus den 1970er Jahren) abgerissen bzw. gesprengt.

## Name

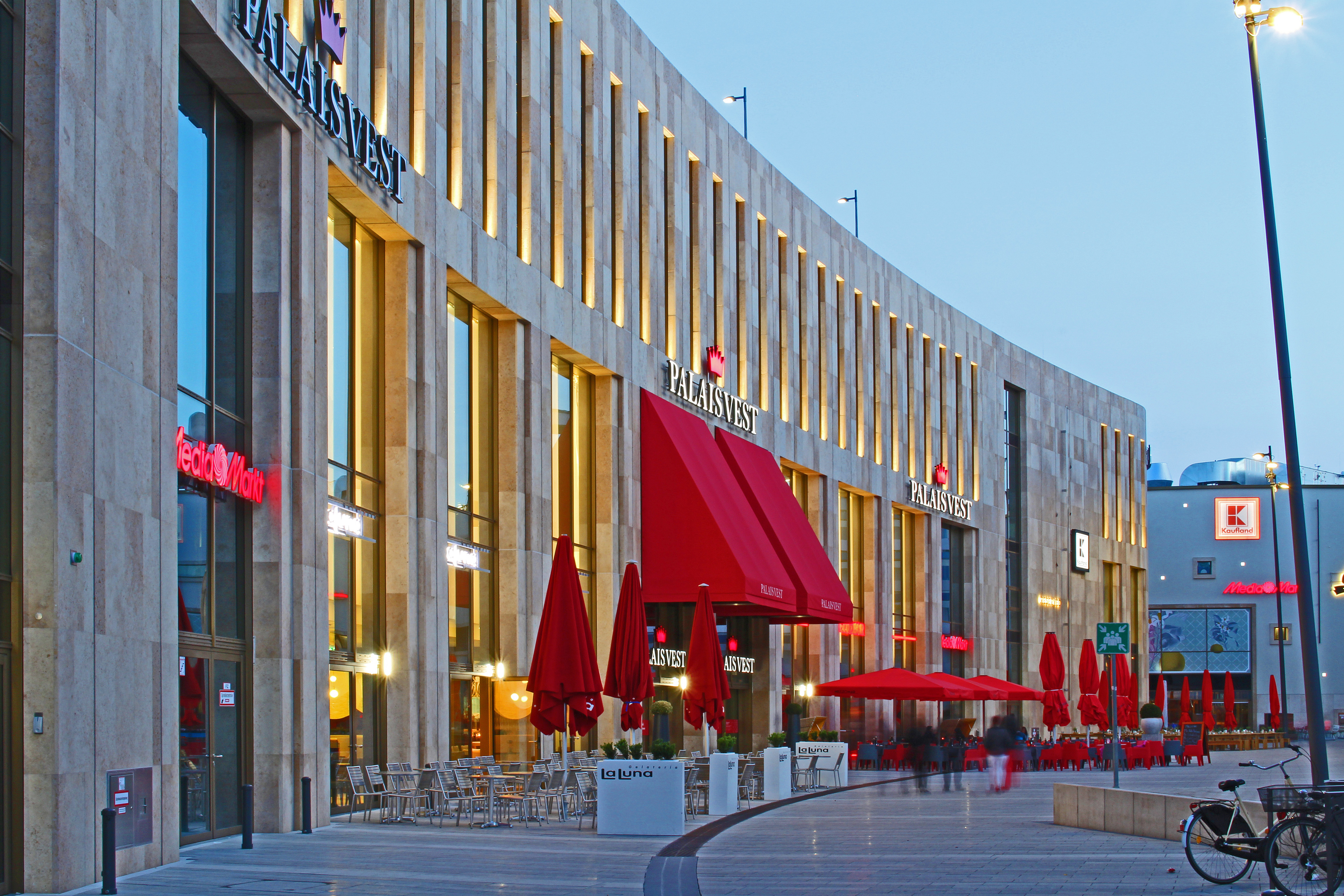
Innenhof mit abendlicher Beleuchtung

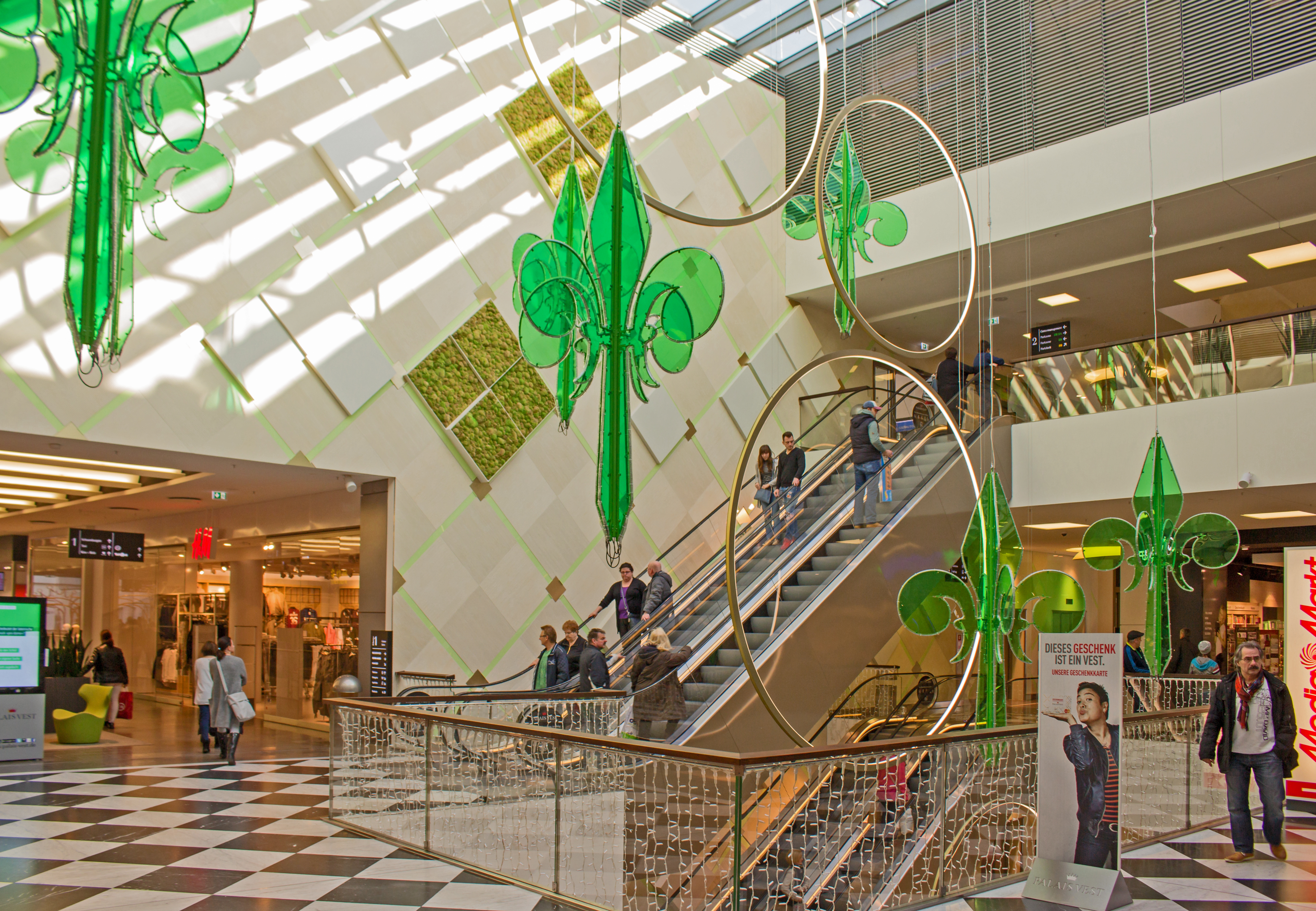
Der Grüne Salon

Das Projekt des Einkaufszentrum-Neubaus wurde zunächst lange Zeit unter einem anderen Namen geführt. Als „Recklinghausen Arcaden“ wurde das Vorhaben begonnen und der Bau somit zunächst unter dieser Bezeichnung bekannt. Damit hätte er sich in die Bezeichnung ähnlicher Shoppingcenter eingereiht hätte, denn der Name „Arcaden“ wurde bereits in mehreren deutschen Städten für deren jeweilige Malls verwendet (wie etwa bei den „Regensburg Arcaden“). Erst Anfang 2014, also rund ein halbes Jahr vor der Eröffnung, gab Mfi „Palais Vest“ als neuen Namen für das Einkaufszentrum bekannt. Die Umbenennung sorgte sowohl in der Bevölkerung als auch bei den Mietern für Erstaunen und teilweise gar Unmut.
Der zweite Teil des Namens, „Vest“, steht für die historische Territorialbezeichnung Vest Recklinghausen, einen vom Ende des 12. Jahrhunderts bis 1802 zwischen Emscher und Lippe bestehenden Gerichts- und Hoheitsbezirk der Kurfürsten und Erzbischöfe von Köln, aus dem 1816 der heutige Kreis Recklinghausen hervorging. Damit sollen, so der Investor, die Verbundenheit und die Relevanz des Shoppingcenters für den Großraum Recklinghausen zum Ausdruck gebracht werden.

## Aufbau
Das Palais Vest ist ein viergeschossiger Flachbau, mit zwei Ober-, einem Erd-, einem Untergeschoss sowie einem 750 Plätze umfassenden Parkdeck. Das Einkaufszentrum besteht dabei aus zwei zentralen Einzelbauten, welche im Bereich der ehemaligen Löhrhofstraße durch einen verglasten Übergangsbau miteinander verbunden sind. Innerhalb des Centers ist der Bau durch eine, zum Teil versetzt gebaute, Ladenzeile gekennzeichnet. Pro Etage gibt es eine zentrale Ladenzeile, welche lediglich im Untergeschoss baulich (nämlich je Einzelbau) getrennt ist.